# Tertulian
Tertulian, właśc. Quintus Septimius Florens Tertullianus (ur. 150–160 w Kartaginie, zm. 240 tamże) – łaciński teolog z Afryki Północnej, nawrócony na chrześcijaństwo w 190 roku lub około 195 roku (zobacz Adolf Harnack), stał się jego najgorliwszym w owym czasie apologetą. Poglądy jego wywarły wielki wpływ na całą zachodnią teologię III w. Nauczanie Tertuliana jest cennym źródłem dla teologii, szczególnie dla teologii dogmatycznej.

## Życiorys
Urodzony w rodzinie pogańskiej w Kartaginie, gdzie był retorem. Euzebiusz pisze o nim jako o prawniku. Przyjął chrzest jako dorosły, kwestia święceń kapłańskich nie jest wyjaśniona. Żył w małżeństwie. Napisał bardzo osobisty traktat „Do żony” (Ad uxorem). Około 207 roku przeszedł do montanistów i założył własną sektę tertulianistów, która istniała jeszcze za czasów Augustyna z Hippony.

### Nauczanie
Tertulian odrzucił próby uzgodnienia objawienia i wiedzy rozumowej i położył nacisk na przeciwieństwo między chrześcijaństwem a kulturą świecką. Usiłował wykazać, że wiedza rozumowa jest
- bezużyteczna, gdyż prawda i bez niej jest znana, będąc objawiona i przekazana w Piśmie Świętym;
- jest niemożliwa, gdyż prawda przekracza rozum;
- jest szkodliwa, gdyż prowadzi do błędnych nauk i zguby moralnej[7].

Według Tertuliana prawda chrześcijańska jest jedyną potrzebną i osiągalną prawdą, a dostęp do niej uzyskuje się nie rozumem, ale wiarą. Stąd wywodziła się formuła Tertuliana, zawarta w dziele De Carne Christi (O Ciele Chrystusa):
—  De Carne Christi (O Ciele Chrystusa)
Zdanie to stało się źródłem popularnego powiedzenia „wierzę, ponieważ to absurd” (credo, quia absurdum), którego autorstwo stąd można pośrednio przypisać Tertulianowi.
Inne jego znane twierdzenia to: „Krew męczenników jest nasieniem chrześcijan” (łac. Semen est sanguis christianorum) zapisane w słynnej apologii Apologeticum 50, 13 (PL 1, 603). Tertulian miał też powiedzieć: „Jednością heretyków jest schizma”.
Po przejściu na pozycje montanistyczne (ok. 207 r.), cechujące się rygoryzmem moralnym, jego nauczanie zaczęło odbiegać od powszechnego nauczania Kościoła – szczególnie w odniesieniu do zagadnień grzechu, przebaczenia oraz małżeństwa. Tertulian był pierwszym teologiem chrześcijańskim, który posługiwał się łaciną. To dzięki niemu zrodziła się tzw. łacina kościelna. Dla Tertuliana chrześcijanie byli ludźmi obdarzonymi nową wyższą naturą, kierowanymi przez Ducha, co zgadzało się z wizją Pawłową życia chrześcijańskiego (por. Rz 8,14). Wyznawał poglądy millenarystyczne. Zwalczał sektę walentynian w dziele Przeciw Walentynianom (Adversus Valentinianos).
Jako jeden z pierwszych zauważył też problemy związane z przeludnieniem i degradacją środowiska naturalnego przez człowieka: "Staliśmy się dla świata ciężarem... przyroda już dłużej nie jest w stanie nas wyżywić. Zaiste, zarazę i głód, i wojny, i trzęsienia ziemi należy postrzegać jako lek dla narodów, sposób na ograniczenie nadmiernego rozrostu rasy ludzkiej".
W kwestii duszy odrzucał dychotomizm i trychotomizm. Krytykował platońskie spekulacje o duszy, uważał, że zmartwychwstanie ciało.
Tertulian zaliczany jest do najwybitniejszych pisarzy starochrześcijańskich.

## Dzieła

Opera omnia, 1598

### Katolickie (ortodoksyjne)
Napisane przed ok. 207 r., określane jako katolickie, czyli ortodoksyjne, w jedności z wiarą Kościoła:
- Ad martyras
- Ad nationes
- Apologeticum
- De testimonio animae
- De praescriptione haereticorum
- De spectaculis
- De oratione
- De baptismo
- De patientia
- De cultu feminarum
- Ad uxorem[5]
- Adversus Hermogenem
- Adversus Marcionem

### Montanistyczne
Napisane po ok. 207 r.:
- De Pallio (ed. A. Gerlo)
- Adversus Valentinianos (ed. Aem. Kroymann)
- De Anima (ed. J.H. Wasznik)
- De Carne Christi (ed. Aem. Kroymann) – (O Ciele Chrystusa).
- De resurrectione mortuorum (ed. J. G. Ph. Borleffs)
- De exhortatione castitatis (ed. Aem. Kroymann)
- De corona (ed. Aem. Kroymann)
- Scorpiace (ed. A. Reifferscheid, G. Wissowa)
- De idolatria (ed. A. Reifferscheid, G. Wissowa)
- Ad Scapulam (ed. E. Dekkers)
- De fuga in persecutione (ed. J.J. Thierry)
- Adversus Praxean (ed. Aem. Kroymann et Ern. Evans)
- De virginibus velandis (ed. E. Dekkers)
- De monogamia, CCL 2, 1227–1253, ed. E. Dekkers; przekład polski: O jednożeństwie, tłum. E. Stanula, w: Wybór pism (3), s. 57-82.
- De ieiunio (ed. A. Reifferscheid, G. Wissowa)
- De pudicitia (ed. E. Dekkers)
- De fato aliaque fragmenta (ed. A. Harnack)
- Adversus Iudaeos (ed. Aem. Kroymann)

### Przekłady polskie
- Wybór pism Tertuliana (Kwintus Septimusz Florens Tertulian), wstęp Emil Stanula, oprac. Wincenty Myszor, Emil Stanula, Akademia Teologii Katolickiej, Pisma Starochrześcijańskich Pisarzy t. V, Warszawa 1970 (Do męczenników, Preskrypcja przeciw heretykom, O widowiskach, O modlitwie, O chrzcie, O cierpliwości, O pokucie).
- Wybór pism II, wstęp Czesław Mazur, Kazimierz Obrycki, oprac. Wincenty Myszor, Kazimierz Obrycki, Emil Stanula, przekł. Andrzej Cyryl Guryn, Wincenty Myszor, Kazimierz Obrycki, Emil Stanula, Akademia Teologii Katolickiej, Pisma Starochrześcijańskich Pisarzy t. XXIX, Warszawa 1983, ss. 256, ISSN 0209-0945. W tym tomie: Do pogan, przeł. Emil Stanula, s. 43-99, Świadectwo duszy, przeł. Andrzej Cyryl Guryn, s. 100-108, Do Skapuli, przeł. Wincenty Myszor, s. 109-116, Lekarstwo na ukłucie skorpiona, przeł. Wincenty Myszor, s. 117-146, Do żony, przeł. Kazimierz Obrycki, s. 147-164[5], Zachęta do czystości, przeł. Kazimierz Obrycki, s. 165-181, Przeciw Żydom, przeł. Wincenty Myszor, s. 182-218, Przeciw wszystkim herezjom, przeł. Wincenty Myszor – dzieło przypisywane Tertulianowi, według nowszych badań jest to dzieło Wiktoryna z Patawii (230-304), włączone do Tertulianowego De praescriptione haereticorum, s. 219-230.
- Wybór pism III, wstęp T. Kołosowski SDB, przekł. Danuta Sutryk, Emil Stanula i in., Uniwersytet Kardynała Stefana Wyszyńskiego, Pisma Starochrześcijańskich Pisarzy t. LXV, Warszawa 2007, ss. 296, ISBN 978-83-7072-435-1 (O strojeniu się kobiet; O jednożeństwie; O noszeniu zasłon przez dziewice; O wieńcu; O bałwochwalstwie; O ucieczce podczas prześladowań: O poście przeciw psychikom; O wstydliwości; O płaszczu; Dlaczego należy gardzić pogańskimi bogami).
- Przeciw Marcjonowi (Tertullianus Quintus Septimus Florens), przekł. Stefan Ryzner, wstęp, oprac. Wincenty Myszor, weryfikacja tł. Emil Stanula et al. Akademia Teologii Katolickiej, Pisma Starochrześcijańskich Pisarzy t. LVIII, Warszawa 1994.
- Przeciw Prakseaszowi. E. Buszewicz (przekł.). Brak numerów stron w książce w: Tertulian, Hipolit: Trójca Święta. Kraków: WAM, 1997, seria: ŹTM 4. Brak numerów stron w książce[14]